# Manu Sánchez (calciatore 2000)
Manuel Sánchez de la Peña, meglio noto come Manu Sánchez (Madrid, 24 agosto 2000), è un calciatore spagnolo, difensore del Levante, in prestito dal Celta Vigo.

## Caratteristiche tecniche
Mancino naturale, gioca come terzino sinistro.

## Carriera

### Club
Manu Sánchez all'età di 14 anni entra a far parte delle squadre giovanili dell'Atlético Madrid, lasciando il suo club Cornellà.
Fa il suo esordio in campionati professionistici il 30 marzo 2019, giocando da titolare nella vittoria per 2-0 dell'Atlético Madrid B contro il Salamanca UDS. Debutta invece in prima squadra il 14 dicembre 2019, in occasione del match di campionato contro l'Osasuna vinto per 2-0, schierato titolare da Diego Simeone. Il 23 gennaio 2020 esordisce anche in Coppa del Re, disputando tutti i 120 minuti dell'incontro perso per 2-1 contro il Leonesa.
L'11 gennaio 2021 viene ceduto in prestito all'Osasuna fino al termine della stagione. Debutta con la squadra navarra il 17 gennaio, giocando da titolare l'incontro di Coppa del Re vinto 2-0 in casa dell'Espanyol.
Il 17 agosto 2021 il prestito viene esteso per un'altra stagione. Il 2 ottobre 2021 segna il suo primo gol da professionista, in occasione dell'incontro di campionato contro il Rayo Vallecano in cui fissa il punteggio sull'1-0 finale. Il 27 luglio 2022 rinnova il contratto con l'Atlético e contemporaneamente prolunga di un anno il prestito all'Osasuna. Col club di Pamplona raggiunge la finale di Coppa del Re 2022-2023.
Nel luglio del 2023 viene ceduto a titolo definitivo al Celta Vigo, nella trattativa per portare Javi Galán all'Atlético.
Il 23 luglio 2024 passa in prestito secco all'Alavés fino al 30 giugno 2025.

### Nazionale
Il 17 novembre 2020 fa il suo esordio con la maglia della nazionale spagnola Under-21, subentrando ad Adrià Pedrosa, nel match vinto per 3-0 contro Israele. Il 25 marzo 2022 mette a segno la sua prima rete con la Rojita in occasione della partita vinta per 8-0 contro i pari età della Lituania.
Nel giugno 2023 viene convocato per il campionato europeo Under-21 organizzato in Georgia e Romania.

## Statistiche

### Presenze e reti nei club
Statistiche aggiornate al 23 luglio 2024.
| Stagione                 | Squadra                  | Campionato               | Campionato | Campionato | Coppe nazionali | Coppe nazionali | Coppe nazionali | Coppe continentali | Coppe continentali | Coppe continentali | Altre coppe | Altre coppe | Altre coppe | Totale | Totale |
| Stagione                 | Squadra                  | Comp                     | Pres       | Reti       | Comp            | Pres            | Reti            | Comp               | Pres               | Reti               | Comp        | Pres        | Reti        | Pres   | Reti   |
| ------------------------ | ------------------------ | ------------------------ | ---------- | ---------- | --------------- | --------------- | --------------- | ------------------ | ------------------ | ------------------ | ----------- | ----------- | ----------- | ------ | ------ |
| mar. 2019                | Atlético Madrid B        | SB                       | 6          | 0          | -               | -               | -               | -                  | -                  | -                  | -           | -           | -           | 6      | 0      |
| 2019-2020                | Atlético Madrid B        | SB                       | 24         | 0          | -               | -               | -               | -                  | -                  | -                  | -           | -           | -           | 24     | 0      |
| Totale Atlético Madrid B | Totale Atlético Madrid B | Totale Atlético Madrid B | 30         | 0          | -               | -               | -               | -                  | -                  | -                  | -           | -           | -           | 30     | 0      |
| 2019-2020                | Atlético Madrid          | PD                       | 5          | 0          | CR              | 1               | 0               | UCL                | 0                  | 0                  | SS          | 0           | 0           | 6      | 0      |
| 2020-gen. 2021           | Atlético Madrid          | PD                       | 1          | 0          | CR              | 0               | 0               | UCL                | 0                  | 0                  | -           | -           | -           | 1      | 0      |
| Totale Atlético Madrid   | Totale Atlético Madrid   | Totale Atlético Madrid   | 6          | 0          |                 | 1               | 0               |                    | 0                  | 0                  |             | 0           | 0           | 7      | 0      |
| gen.-mag. 2021           | Osasuna                  | PD                       | 16         | 0          | CR              | 2               | 0               | -                  | -                  | -                  | -           | -           | -           | 18     | 0      |
| 2021-2022                | Osasuna                  | PD                       | 33         | 1          | CR              | 1               | 0               | -                  | -                  | -                  | -           | -           | -           | 34     | 1      |
| 2022-2023                | Osasuna                  | PD                       | 31         | 0          | CR              | 5               | 0               | -                  | -                  | -                  | -           | -           | -           | 36     | 0      |
| Totale Osasuna           | Totale Osasuna           | Totale Osasuna           | 80         | 1          |                 | 8               | 0               |                    | 0                  | 0                  |             | 0           | 0           | 88     | 1      |
| 2023-2024                | Celta Vigo               | PD                       | 26         | 0          | CR              | 2               | 0               | -                  | -                  | -                  | -           | -           | -           | 28     | 0      |
| Totale carriera          | Totale carriera          | Totale carriera          | 142        | 1          |                 | 11              | 0               |                    | 0                  | 0                  |             | 0           | 0           | 153    | 1      |

### Cronologia presenze e reti in nazionale
| Cronologia completa delle presenze e delle reti in nazionale ― Spagna under 21 | Cronologia completa delle presenze e delle reti in nazionale ― Spagna under 21 | Cronologia completa delle presenze e delle reti in nazionale ― Spagna under 21 | Cronologia completa delle presenze e delle reti in nazionale ― Spagna under 21 | Cronologia completa delle presenze e delle reti in nazionale ― Spagna under 21 | Cronologia completa delle presenze e delle reti in nazionale ― Spagna under 21 | Cronologia completa delle presenze e delle reti in nazionale ― Spagna under 21 | Cronologia completa delle presenze e delle reti in nazionale ― Spagna under 21 |
| Data                                                                           | Città                                                                          | In casa                                                                        | Risultato                                                                      | Ospiti                                                                         | Competizione                                                                   | Reti                                                                           | Note                                                                           |
| ------------------------------------------------------------------------------ | ------------------------------------------------------------------------------ | ------------------------------------------------------------------------------ | ------------------------------------------------------------------------------ | ------------------------------------------------------------------------------ | ------------------------------------------------------------------------------ | ------------------------------------------------------------------------------ | ------------------------------------------------------------------------------ |
| 17-11-2020                                                                     | Marbella                                                                       | Spagna under 21                                                                | 3 – 0                                                                          | Israele under 21                                                               | Qual. Europeo Under-21 2021                                                    | -                                                                              | 79’                                                                            |
| 12-11-2021                                                                     | Ta' Qali                                                                       | Malta under 21                                                                 | 0 – 5                                                                          | Spagna under 21                                                                | Qual. Europeo Under-21 2023                                                    | -                                                                              |                                                                                |
| 25-3-2022                                                                      | Talavera de la Reina                                                           | Spagna under 21                                                                | 8 – 0                                                                          | Lituania under 21                                                              | Qual. Europeo Under-21 2023                                                    | 1                                                                              |                                                                                |
| 29-3-2022                                                                      | Žilina                                                                         | Slovacchia under 21                                                            | 2 – 3                                                                          | Spagna under 21                                                                | Qual. Europeo Under-21 2023                                                    | -                                                                              | 46’                                                                            |
| 7-6-2022                                                                       | Melilla                                                                        | Spagna under 21                                                                | 7 – 1                                                                          | Malta under 21                                                                 | Qual. Europeo Under-21 2023                                                    | 1                                                                              |                                                                                |
| 27-6-2023                                                                      | Bucarest                                                                       | Spagna under 21                                                                | 2 – 2                                                                          | Ucraina under 21                                                               | Europeo Under-21 2023 - 1º turno                                               | -                                                                              |                                                                                |
| Totale                                                                         |                                                                                | Presenze                                                                       | 6                                                                              |                                                                                | Reti                                                                           | 2                                                                              |                                                                                |